# Żybaki
Żybaki (lit. Žibakiai) – wieś na Litwie, w okręgu uciańskim, w rejonie ignalińskim, w starostwie Rymszany.

## Historia
W czasach zaborów kolonia leżała w granicach Imperium Rosyjskiego.
W dwudziestoleciu międzywojennym kolonia leżała w Polsce, w województwie nowogródzkim (od 1926 w województwie wileńskim), w powiecie brasławskim, w gminie Rymszany.
Według Powszechnego Spisu Ludności z 1921 roku zamieszkiwały tu 102 osoby, wszystkie były wyznania rzymskokatolickiego. Jednocześnie 22 mieszkańców zadeklarowało polską przynależność narodową a 80 litewską. Były tu 24 budynki mieszkalne. W 1931 w 25 domach zamieszkiwało 129 osób.
Wierni należeli do parafii rzymskokatolickiej w Gajdach. Miejscowość podlegała pod Sąd Grodzki w m. Turmont i Okręgowy w Wilnie; właściwy urząd pocztowy mieścił się w Rymszanach.